# Cryptocephalus lopatini
Cryptocephalus (Bertiellus) lopatini – gatunek chrząszcza z rodziny stonkowatych i podrodziny Cryptocephalinae.
Gatunek ten został opisany w 1978 roku przez Lwa Nikandrowicza Miedwiediewa i nazwany na cześć Igora Łopatina.
Chrząszcz endemiczny dla Afganistanu.